# امپراتوری صرب
امپراتوری صرب (به صربی: Српско царство/Srpsko carstvo) نام یک امپراتوری قرون وسطایی در بالکان است. این امپراتوری برآمده از پادشاهی صربستان بود. این امپراتوری در ۱۳۴۶ به دست پادشاه استفان دوشان معروف به مقتدر و با توسعهٔ قلمرواش پدید آمد. دوشان امپراتوری صرب را به قدرتی در بالکان مبدل ساحت و مرزهای سرزمین زیر فرمانش را از دانوب تا خلیج کورینت امتداد داد؛ ولی پسر و جانشین او اسفان اورش پنجم بیشتر سرزمین‌های پدر را از کف داد و با مرگ او در سال ۱۳۷۱ عملاً امپراتوری به پایان رسید، هرچند که لقب امپراتور نزد چند تن از جانشینان او استفاده می‌شد.